# Usturit
Usturit ist ein sehr selten vorkommendes Mineral aus der Obergruppe der Granate innerhalb der Mineralklasse der „Oxide und Hydroxide“ mit der Endgliedzusammensetzung Ca3SbZrFe3O12. Es kristallisiert im kubischen Kristallsystem mit der Struktur von Granat. Die maximal 10 μm großen Kristalle treten in Aggregaten mit Lakargiit und eisenreichen Kimzeyit auf.
Usturit ist bislang (2017) nur in seiner Typlokalität nachgewiesen worden, einem Kalksilikat-Xenolithen aus einem Ignimbrit von Berg Lakargi, Chegem Caldera in der nordkaukasischen Republik Kabardino-Balkarien in Russland.

## Etymologie und Geschichte
Bereits in den 1970er Jahren wurden Sb-Granate, darunter auch Usturit (Ca3Sb5+Zr4+Fe3+3O12), synthetisiert und auf ihre magnetischen Eigenschaften hin untersucht.
In der Natur wurde Usturit von Irina O. Galuskina und Mitarbeitern unter dem Namen Bitikleit-(ZrFe) beschrieben und im Jahr 2009 von der International Mineralogical Association (IMA) als neues Mineral anerkannt. Benannt wurde es zunächst nach der unweit der Fundstelle gelegenen historischen Festungsanlage Bitikle. Bei der Neuordnung der Granat-Supergruppe wurde das Mineral 2013 nach dem Berg Ustur nahe der Typlokalität umbenannt in Usturit.
Das Typmaterial des Minerals wird im Mineralogischen Museum, benannt nach A. J. Fersman (FMM) in Moskau unter der Katalog-Nummer 3841/1 (HT) aufbewahrt.

## Klassifikation
Die aktuelle Klassifikation der International Mineralogical Association (IMA) zählt den Usturit zur Granat-Obergruppe, wo er zusammen mit Dzhuluit, Bitikleit und Elbrusit die Bitikleit-Gruppe mit neun positiven Ladungen auf der tetraedrisch koordinierten Gitterposition bildet.
Da der Usturit erst 2009 als eigenständiges Mineral anerkannt wurde, ist er weder in der letztmalig 1977 überarbeiteten 8. Auflage noch in der von der IMA ebenfalls zuletzt 2009 aktualisierten 9. Auflage der Mineralsystematik nach Strunz verzeichnet. Auch die vorwiegend im englischen Sprachraum gebräuchliche Systematik der Minerale nach Dana kennt den Usturit noch nicht.
In der zuletzt 2018 überarbeiteten Lapis-Systematik nach Stefan Weiß, die formal auf der alten Systematik von Karl Hugo Strunz in der 8. Auflage basiert, erhielt das Mineral die System- und Mineralnummer IV/A.07-070. Dies entspricht der Klasse der „Oxide und Hydroxide“ und dort der Abteilung „Oxide mit dem Stoffmengenverhältnis Metall : Sauerstoff = 1 : 1 und 2 : 1 (M2O, MO)“, wo Usturit zusammen mit Bitikleit, Brownmillerit, Chlorkyuygenit, Chlormayenit, Dzhuluit, Elbrusit, Fluorkyuygenit, Fluormayenit, Shulamitit, Srebrodolskit und Tululit eine unbenannte Gruppe mit der Systemnummer IV/A.07 bildet.
Die von der Mineraldatenbank „Mindat.org“ weitergeführte Strunz-Klassifikation (auch Strunz-mindat (2024)) ordnet den Usturit dagegen in die Abteilung der Oxide mit dem Stoffmengenverhältnis „Metall : Sauerstoff = 2 : 3, 3 : 5 und vergleichbare“ (englisch Metal : Oxygen = 2 : 3,3 : 5, and similar) ein. Diese ist weiter unterteilt nach der relativen Größe der beteiligten Kationen, so dass das Mineral entsprechend seiner Zusammensetzung in der Unterabteilung „Mit großen und mittelgroßen Kationen“ (englisch With large and medium-sized cations) zu finden ist. Hier bildet er zusammen mit Dzhuluit, Elbrusit und Monteneveit eine unbenannte Gruppe mit der Systemnummer 4.CC.32 (vergleiche dazu auch die gleichnamige Unterabteilung in der Klassifikation nach Strunz (9. Auflage)).

## Kristallstruktur
Usturit kristallisiert mit kubischer Symmetrie in der Raumgruppe Ia3d (Raumgruppen-Nr. 230) mit acht Formeleinheiten pro Elementarzelle. Das synthetische Endglied hat den Gitterparameter a = 12,669 Å, der natürliche Mischkristall aus der Typlokalität a = 12,49 Å.
Die Struktur ist die von Granat. Calcium (Ca2+) besetzt die dodekaedrisch von acht Sauerstoffen umgebenen X-Positionen, Antimon (Sb5+) und Zirkonium (Zn2+) die oktaedrisch von sechs Sauerstoffen umgebene Y-Position und die tetraedrisch von vier Sauerstoffen umgebenen Z-Position ist mit Eisen (Fe3+) besetzt.

## Chemismus
Usturit ist das Zr-Analog von Dzhuluit und bildet komplexe Mischkristalle vor allem mit Kimzeyit und dem hypothetischen Endglied Usturit-(Al). Die empirische Zusammensetzung aus der Typlokalität ist [X](Ca3,002Th0,001)[Y](Sb5+0,776Zr4+0,852Sn4+0,269Ti4+0,067Mg0,010Nb5+0,009Hf0,008Cr3+0,002U6+0,015)[Z](Fe3+1,548Al1,072Si0,167Ti4+0,130Fe2+0,080V5+0,002). Dies kann als Mischkristall folgender z. T. hypothetischer Endglieder ausgedrückt werden:
52 % Usturit (Ca3Sb5+Zr4+Fe3+3O12) mit

25 % Usturit-(Al) (Ca3Sb5+Zr4+Al3+3O12) entsprechend der Austauschreaktion
- [Z]Fe3+ = [Z]Al3+,

11 % Toturite-(TiAl) (Ca3Sn4+3Ti4+Al3+2O12) entsprechend der Austauschreaktion
- [Y](Sb5+Zr4+) + [Z](Fe3+2) = [Y](Sn4+Ti4+) + [Z](Ti4+Al3+2),

5 % Morimotoit-(Sn) Ca3Sn4+Fe2+Si3O12 entsprechend der Austauschreaktion
- [Y](Sb5+Zr4+) + [Z](Fe3+3) = [Y](Sn4+Fe2+) + [Z]Si4+3

4 % Kimzeyit-(Ti) Ca3Zr4+2Ti4+Al3+2O12 entsprechend der Austauschreaktion
- [Y]Sb5+ + [Z]Fe3+3 = [Y]Zr4+ + [Z](Ti4+Al3+2)

und 4 % Schorlomit-(Al) Ca3Ti4+2Si4+Al3+2O12 entsprechend der Austauschreaktion
- [Y](Sb5+Zr4+) + [Z](Fe3+3) = [Y]Ti4+2 + [Z](Si4+Al3+2).[3]

## Bildung und Fundorte
Usturit ist bislang nur in zwei Fundstellen seiner Typlokalität nachgewiesen worden, einem Kalksilikat-Xenolithen aus einem Ignimbrit von Berg Lakargi, Chegem Caldera in der nordkaukasischen Republik Kabardino-Balkarien in Russland. Er bildete sich hier kontaktmetamorph in der Sanidinit-Fazies bei Temperaturen über 800 °C und niedrigen Druck in der Cuspidin-Hydrogrossular-Zone von Kalksilikatskarnen am Kontakt zum Ignimbrit. Usturit tritt hier in feinkörnigen Aggregaten aus Lakargiit und eisenreichen Kimzeyit auf, zusammen mit Cuspidin, Larnit, Hydrogrossular, Wadalit, Rondorfit, Fluorit, Hydroxylellestadit, Mineralen der Ettringitgruppe, Perowskit, Magnesioferrit, Afwillit, Hillebrandit, Tobermorit und Hydrocalumit.